# 11485 Цінцендорф
11485 Цінцендорф (11485 Zinzendorf) — астероїд головного поясу, відкритий 8 вересня 1988 року.
Тіссеранів параметр щодо Юпітера — 3,182.